# Wielcy mistrzowie Zakonu Rycerskiego Grobu Bożego w Jerozolimie
Wielcy mistrzowie Zakonu Rycerskiego Grobu Bożego w Jerozolimie – lista zwierzchników Zakonu Rycerskiego Grobu Bożego w Jerozolimie.
- 1848–1872: abp Giuseppe Valerga
- 1872–1889: abp Vincenzo Bracco

Herb wielkiego mistrza Zakonu Rycerskiego Grobu Bożego w Jerozolimie

- 1889–1905: abp Luigi Piavi OFM Obs.
- 1907–1914: kard. Filippo Camassei
- 1907–1914: Pius X
- 1914–1922: Benedykt XV
- 1922–1928: Pius XI
- 1928–1947: abp Luigi Barlassina
- 1947–1949: abp Alberto Gori OFM
- 1949–1961: kard. Nicola Canali
- 1961–1973: kard. Eugène Tisserant
- 1973–1987: kard. Maximilien de Fürstenberg
- 1987–1995: kard. Giuseppe Caprio
- 1995–2008: kard. Carlo Furno
- 2008–2011: kard. John Patrick Foley
- 2011–2019: kard. Edwin O’Brien
- od 8 XII 2019: kard. Fernando Filoni

Herb obecnego wielkiego mistrza Zakonu – kard. Fernando Filoniego